# T. Keith Glennan

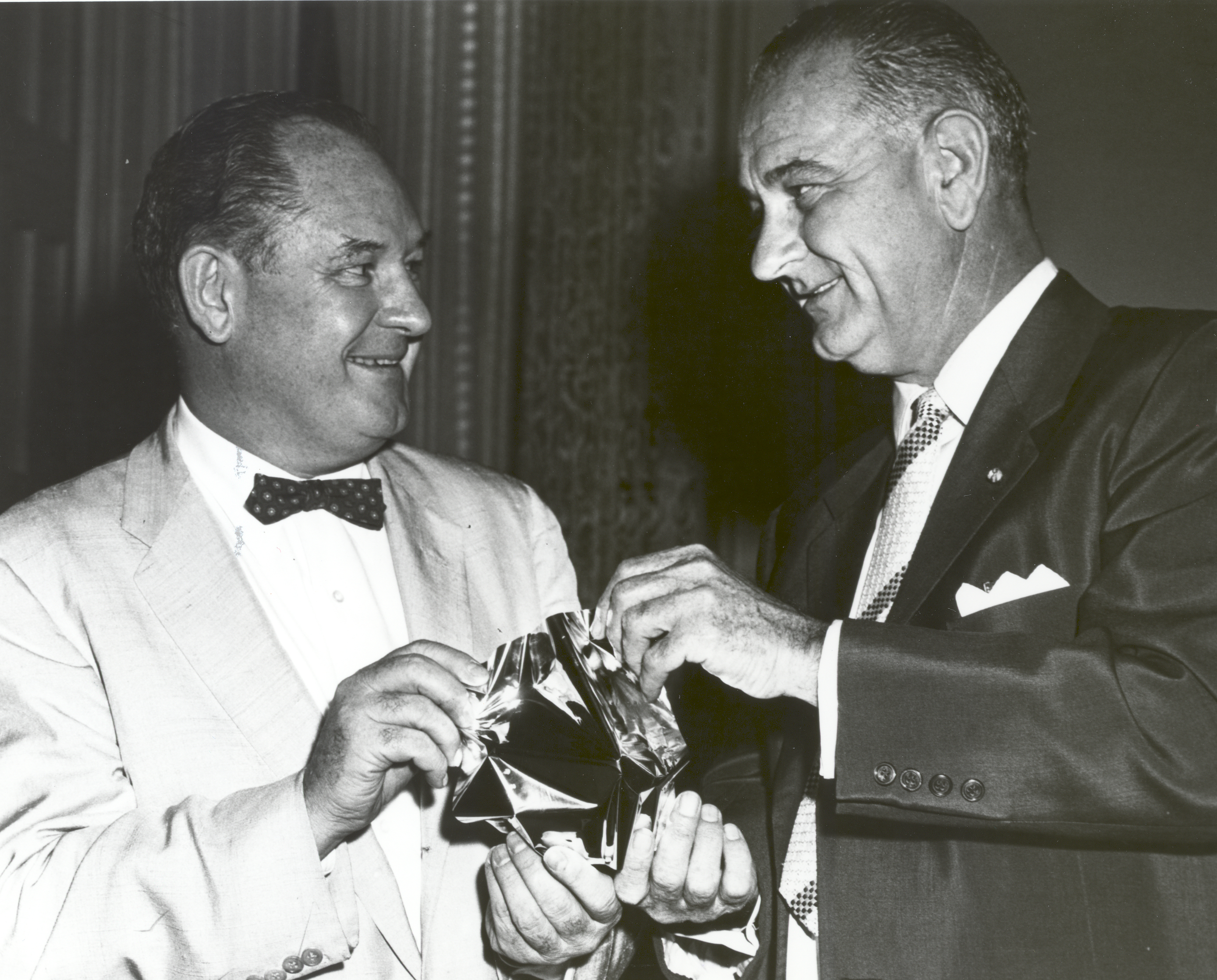
Glennan avec le vice-président Johnson en 1960.

Thomas Keith Glennan (8 septembre 1905-11 avril 1995) est le premier administrateur de la NASA, du 19 août 1958 au 20 janvier 1961. Ses actions permettent de faire de l'agence spatiale américaine un acteur incontournable dans le domaine du spatial civil.

## Début de carrière
Né à Enderlin Thomas Glennan est le fils de Richard et Margaret Glennan. Il étudie à l'université du Wisconsin à Eau Claire puis décroche un diplôme en ingénierie électrique à la Sheffield Scientific School de l'université Yale en 1927. Après avoir obtenu son diplôme, il travaille pour Electrical Research Products Company, une filiale de la Western Electric Company. Alors que la Seconde Guerre mondiale a débuté, il rejoint le service de recherche militaire de l'université Columbia en 1942, où il travaille d'abord comme administrateur, puis comme directeur des Underwater Sound Laboratories de la Marine de guerre américaine à New London. À la fin de la guerre, Glennan prend la présidence de la société de matériel photographique Ansco basée à Binghamton. Il prend ensuite la direction de l'université privée Case Institute of Technology à Cleveland. Sous sa présidence, Case, qui était jusqu'un établissement universitaire d'envergure locale, devient une école d'ingénieurs figurant parmi les meilleures des États-Unis. Glennan et fortement impliqué dans les affaires publiques. D'octobre 1950 à novembre 1952 il est membre de la Commission de l'énergie atomique des États-Unis. Il préside l'Institute for Defense Analysis, est membre du conseil de la National Science Foundation et de la Council on Financial Aid to Education.

## Administrateur de la NASA
En juillet 1958 le Congrès américain donne son accord pour la création d'une agence spatiale américaine dont l'objectif est de mobiliser le secteur aérospatial américain pour faire face à la domination apparente de l'Union soviétique dans le domaine spatial. Trois semaines après la création de la NASA, Glennan en devient le premier administrateur. Glennan dirige alors une organisation qui a absorbé complètement l'ex-National Advisory Committee for Aeronautics (NACA) dont les activités étaient jusque-là centrées sur la recherche aéronautique. Le NACA dispose alors de 8 000 employés d'un budget annuel de 100 millions de dollars, de trois laboratoires de recherche majeurs – Langley, Ames, et Lewis – et de deux petits centres d'essais. Ces établissements vont former le cœur de la jeune NASA.
Peu de temps après la création officielle de la NASA, Glennan réalise l'intégration au sein de l'agence spatiale de plusieurs établissements appartenant à d'autres agences fédérales mais impliquées dans des projets spatiaux. L'objectif est de disposer des moyens nécessaires pour mener une exploration spatiale viable sur le long terme. Le Naval Research Laboratory est intégré et le centre de vol spatial Goddard est créé.
Plusieurs projets démarrés avant la création de la NASA par différentes organisations gouvernementales (Armée de l'Air américain et Advanced Research Projects Agency du département de la Défense des États-Unis (DOD)) sont repris par l'agence : il s'agit du développement de plusieurs satellites, de deux missions d'exploration lunaire, du développement d'un moteur-fusée d'une poussée de (4,4 MN). En décembre 1958 Glennan prend également le contrôle du Jet Propulsion Laboratory, un sous-traitant du California Institute of Technology. En 1960, Glennan obtient le transfert à la NASA de l'Army Ballistic Missile Agency, située à Huntsville, et la renomme centre de vol spatial Marshall. Mi-1960, grâce à ces opérations, Glennan s'est assuré que la NASA était le principal interlocuteur auprès du gouvernement fédéral pour l'exécution de toutes les activités spatiales contrôlées jusque-là par le DOD, à l'exception des satellites de reconnaissance, des missiles balistiques, et de quelques autres projets en relation avec l'espace, dont la plupart sont dans un état peu avancé.

## Fin de carrière
Glennan quitte la NASA en janvier 1961 et il est remplacé par Hugh L. Dryden. Il retourne au Case Institute of Technology, dont il occupe la présidence jusqu'en 1966. Durant cette période, il négocie la fusion de Case avec l'université Western Reserve, qui aboutit à la création de l'université Case Western Reserve. Après sa retraite en 1966, Glennan occupe pendant deux ans le poste de président d'Associated Universities. Au cours de sa carrière, Glennan a également travaillé aux Paramount Pictures, aux Studios Samuel Goldwyn, et a été brièvement membre du management de Vega Aircraft Corporation (en).
Après avoir résidé à Reston pendant vingt ans après sa retraite, il déménage à Mitchellville à la fin des années 1980. Il décède au Collington Life Care Community à Mitchellville en avril 1995, à la suite d'un accident vasculaire cérébral. Il laisse une veuve, Ruth (née Adams) Glennan.